# Saturday Night (chanson de The Underdog Project)
Pour les articles homonymes, voir Saturday Night.
Singles de The Underdog Project
Summer Jam 2003
(2003)
Saturday Night est une chanson du groupe The Underdog Project.

## Liste des pistes
CD-Maxi
1. Saturday Night (Radio Cut) - 3:23
2. Saturday Night (Seven Gemini R.M.X.) - 3:58
3. Saturday Night (Extended) - 4:22
4. Saturday Night (Alternative Version) - 3:37
5. Saturday Night (Seven Gemini R.M.X. Instrumental) - 3:57
6. Saturday Night (Acappella) - 3:19

- Allemagne CD Single

1. Saturday Night (Radio Cut)
2. Saturday Night (Seven Gemini Remix)
3. Saturday Night (Extended)
4. Saturday Night (Alternative Version)
5. Saturday Night (Seven Gemini Remix Instrumental)
6. Saturday Night (Acappella)

## Classement par pays
| Classement (2002-2003)                  | Meilleure position |
| --------------------------------------- | ------------------ |
| Belgique (Flandre Ultratop 50 Singles)  | 2                  |
| Belgique (Wallonie Ultratop 50 Singles) | 14                 |
| Danemark (Tracklisten)                  | 11                 |
| Finlande (Suomen virallinen lista)      | 11                 |
| France (SNEP)                           | 26                 |
| Pays-Bas (Nederlandse Top 40)           | 9                  |
| Norvège (VG-lista)                      | 12                 |
| Roumanie (Romanian Top 100)             | 54                 |
| Suède (Sverigetopplistan)               | 40                 |
| Royaume-Uni                             | 19                 |
| Irlande                                 | 23                 |